# 天津市 (中華民國)
天津市，簡稱「津」，是中華民國在兩岸分治前所設置的12院轄市之一，亦是華北地區4個院轄市之一。

## 歷史
1906年，天津府在当时全国范围内首先施行地方自治，同年设立“天津府自治局”。1907年，天津议事局成立，并举行了中国近代政治史上第一次投票选举。
1912年中華民國北京政府成立，同年7月天津县署裁撤，其所属机构归并天津府接管。1913年4月，恢复天津县，将天津府裁撤。县署设在原府署，后易名为天津县行政公署。
1916年10月，法租界拘捕中国警察，企图强占老西开。天津人民组成“维持国权国土会”，数千人举行示威。后来由于北洋政府的妥协，老西开归“中法共管”，史称“老西开事件”。1917年3月14日，第一次世界大战中国政府对德国和奥匈帝国宣战的当天，中国军警进驻并收复天津德租界和奥租界。1923年6月，黎元洪曾宣布将民国政府迁往天津，实际是天津英租界，并在当地发布总统指令和总统任命，设立议员招待所，使天津英租界一度成为民国大总统的驻地以及没有内阁的政府所在地。到20世纪初期，以永利碱厂为代表的天津工业迅速发展，在1926年美国费城世界博览会上永利碱厂生产的纯碱获得了金奖和证书，证书中称其为“发展中华民国主要化学工业的象征”。
1928年6月，国民革命军占领天津，设立“天津特别市”并成立天津特别市政府。1930年6月，天津特别市改为南京国民政府由行政院直辖。同年11月，因河北省省会由北平迁至天津，天津改为省辖市。1929年8月，比利时签订了交还天津比租界的约章。1931年3月，正式举行交接典礼，比租界改为天津特别行政区第四区。1935年6月，河北省省会迁往保定，天津恢复院轄市。
1937年卢沟桥事变之后，天津随即卷入战火。7月29日，日本侵略军派遣飞机对天津市包括私立南开大学在内的重点目标进行轰炸。7月30日，日军占领天津并成立天津市治安维持会，并任命高凌霨为委员长。同年12月，改组为天津特别市公署。1939年4月，亲日派的新任天津海关监督程锡庚在天津英租界大光明影院被刺杀，引发英国与日本的外交纠纷。同年6月起，日军对英、法租界进行了长达一年的武装封锁。太平洋战争爆发后，日军进占天津英租界。同年8月至10月，因连续暴雨和日军扒开河堤的因素，天津遭受严重水灾，天津市区百分之八十的地区被洪水所淹，超过10万间房屋被冲毁，八百多万人受灾，六十五万天津及其周边居民成为灾民。
1945年8月15日，日本无条件投降，中华民国政府收复天津以及西方各国在天津设立的租界。9月30日，美国海军陆战队2万余人在塘沽地区登陆，10月8日，在驻津美军司令部门前广场举行在津日军签降仪式。1946年，国共内战爆发。1948年11月，平津战役开始。1949年1月，解放军击败国军后控制天津全境。

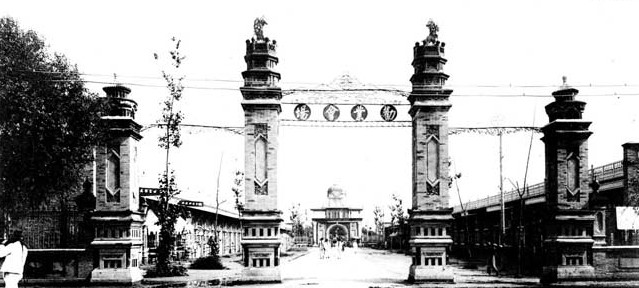
袁世凯于1905年在河北新区设立的劝业会场
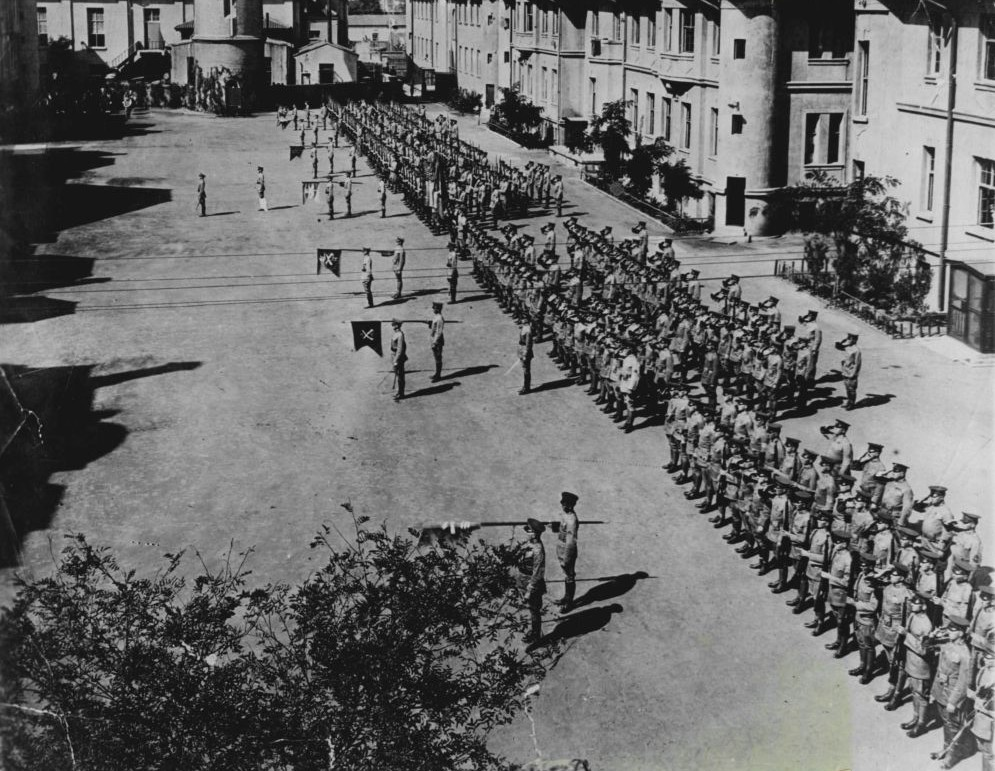
1931年美国步兵团在天津租界执行警卫任务
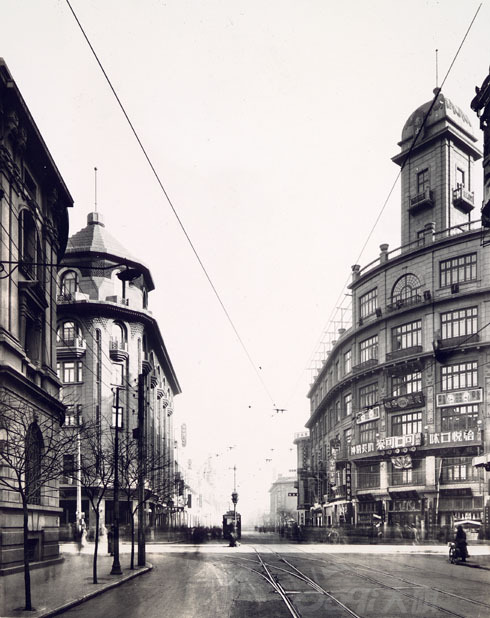
1930年代的天津法租界杜总领事路与福煦将军路交叉路口
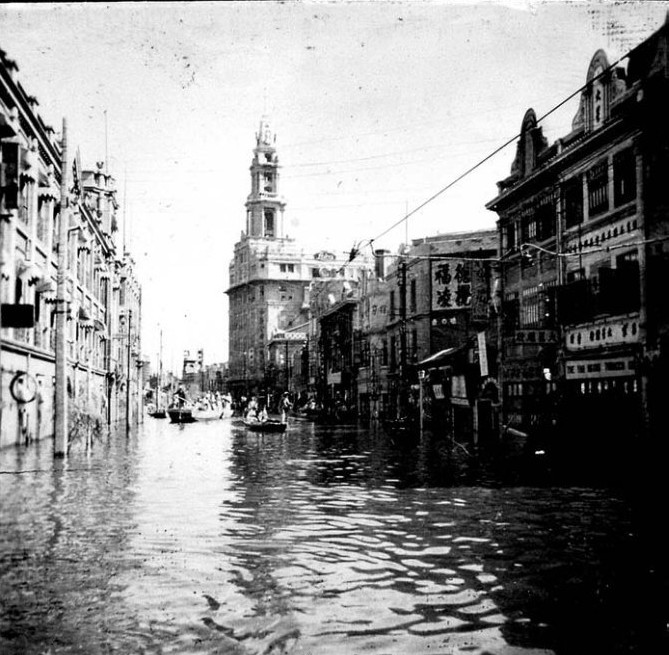
1939年天津水灾时的天津日租界旭街